# Campeonato de Oceanía de Judo
El Campeonato de Oceanía de Judo es la máxima competición de yudo a nivel de Oceanía. Es organizado desde 1965 por la Unión de Judo de Oceanía (OJU)
En las ediciones de 2019 y 2021 se realizó un torneo unificado con el Campeonato Asiático de Judo, bajo la denominación «Campeonato Asiático y de Oceanía de Judo», y desde 2022 un torneo unificado con el Campeonato Panamericano de Judo, bajo la denominación «Campeonato Panamericano y de Oceanía de Judo».

## Ediciones
| N.º    | Año  | Sede         | País          |
| ------ | ---- | ------------ | ------------- |
| I      | 1965 | Auckland     | Nueva Zelanda |
| II     | 1966 | Sídney       | Australia     |
| III    | 1970 | Numea        | Francia       |
| IV     | 1973 | Sídney       | Australia     |
| V      | 1975 | Christchurch | Nueva Zelanda |
| VI     | 1977 | Melbourne    | Australia     |
| VII    | 1979 | Rotorua      | Nueva Zelanda |
| VIII   | 1981 | Suva         | Fiyi          |
| IX     | 1983 | Numea        | Francia       |
| X      | 1985 | Auckland     | Nueva Zelanda |
| XI     | 1988 | Sídney       | Australia     |
| XII    | 1990 | Papeete      | Francia       |
| XIII   | 1992 | Wellington   | Nueva Zelanda |
| XIV    | 1994 | Sídney       | Australia     |
| XV     | 1996 | Wellington   | Nueva Zelanda |
| XVI    | 1998 | Apia         | Samoa         |
| XVII   | 2000 | Sídney       | Australia     |
| XVIII  | 2002 | Wellington   | Nueva Zelanda |
| XIX    | 2003 | Suva         | Fiyi          |
| XX     | 2004 | Numea        | Francia       |
| XXI    | 2006 | Papeete      | Francia       |
| XXII   | 2008 | Christchurch | Nueva Zelanda |
| XXIII  | 2010 | Canberra     | Australia     |
| XXIV   | 2011 | Papeete      | Francia       |
| XXV    | 2012 | Cairns       | Australia     |
| XXVI   | 2013 | Apia         | Samoa         |
| XXVII  | 2014 | Auckland     | Nueva Zelanda |
| XXVIII | 2015 | Païta        | Francia       |
| XXIX   | 2016 | Canberra     | Australia     |
| XXX    | 2017 | Nukualofa    | Tonga         |
| XXXI   | 2018 | Numea        | Francia       |

## Medallero histórico
- Actualizado hasta Numea 2018.[1]

| Núm. | País               | Oro | Plata | Bronce | Total |
| ---- | ------------------ | --- | ----- | ------ | ----- |
| 1    | Australia          | 263 | 237   | 226    | 726   |
| 2    | Nueva Zelanda      | 82  | 92    | 143    | 317   |
| 3    | Fiyi               | 23  | 10    | 25     | 58    |
| 4    | Nueva Caledonia    | 14  | 29    | 71     | 114   |
| 5    | Polinesia Francesa | 3   | 9     | 16     | 28    |
| 6    | Tonga              | 1   | 2     | 2      | 5     |
| 7    | Samoa              | 1   | 1     | 4      | 6     |
| 8    | Guam               | 1   | 1     | 2      | 4     |
| 9    | Francia            | 1   | 0     | 0      | 1     |
| 10   | Papúa Nueva Guinea | 0   | 1     | 3      | 4     |
| 11   | Islas Salomón      | 0   | 1     | 1      | 2     |
| 11   | Vanuatu            | 0   | 1     | 1      | 2     |
| 13   | Nauru              | 0   | 0     | 1      | 1     |
|      | TOTAL              | 389 | 384   | 495    | 1268  |